# 가는꼬리투파이아속
가는꼬리투파이아속(Dendrogale)은 청서번티기과에 속하는 나무두더지 속의 하나이다. 인도차이나와 보르네오섬에 널리 분포한다. 다른 청서번티기와 달리 꼬리에 긴 털이 아닌 짧은 털이 덮여 있다.

## 하위 분류
다음 2종을 포함하고 있다.
- 보르네오가는꼬리투파이아 (Dendrogale melanura)
- 북부가는꼬리투파이아 (Dendrogale murina)